# ポテトチップス
ポテトチップス（英: potato chips）は、薄切りジャガイモのスナック菓子。ジャガイモを薄切りにして冷水で短時間さらした後、高温の食用油で軽く色づくまで揚げ、それを塩や香辛料で味付けする。揚げ菓子の一つ。ポテトチップとも呼ばれる。日本では「ポテチ」「チップス」などと呼ばれることもある。

## 呼称
アメリカ英語ではpotato chips（ポテトチップス）。イギリス英語・アイルランド英語ではcrisps（クリスプス）と呼ぶ。
なお、イギリス英語でチップス（英: chips）は、アメリカ英語でのフレンチフライ（米：french fries）を意味する。したがって「フィッシュ・アンド・チップス」の「チップス」は日本の「ポテトチップス」ではなく「フライドポテト」に相当する。

## 歴史
ポテトチップスの元祖は、1817年にイギリスの光学者・料理研究家ウィリアム・キッチナーが著した、当時のベストセラー料理本『料理人の託宣（The Cook's Oracle）』に載っているものが最古とされる。同書の1822年版には、「薄切りあるいは削ぎ切りにしたジャガイモのフライ（Potatoes fried in Slices or Shavings）」と題して次のようなレシピが掲載されている：

大きなジャガイモの皮を剥き…（中略）…それらをレモンを切る時のように丸い削ぎ切りにする。清潔な布で水気をよく切ったら、ラードまたはドリッピングで揚げる。
peel large potatoes... cut them in shavings round and round, as you would peel a lemon; dry them well in a clean cloth, and fry them in lard or dripping

1825年にイギリスで発行されたフランス料理の本には「ジャガイモのフリット（Pommes de Terre frites）」という料理が紹介されている。これはジャガイモの薄切りを「澄ましバターまたはガチョウのドリッピング」で揚げ、水気を切って塩をまぶすというものであった。アメリカ国内での早い例として、メアリー・ランドルフ著『ヴァージニアの家政主婦（Virginia House-Wife）』（1824年）や、N・K・M・リー著『料理人の座右帖（Cook's Own Book）』（1832年）にキッチナーのレシピへの言及がある。
1900年代になるとアメリカでは多くのポテトチップス製造業者が誕生し、食料品店などで樽や瓶に入ったポテトチップスが量り売りされるようになっていた。しかしながら、この販売方法ではポテトチップスがすぐに湿気てしまう問題があった。そこで、1920年代には、鮮度を保つようにワックスペーパーで密封した小袋入りのポテトチップスが、販売されるようになった。

### 発祥にまつわる都市伝説
ポテトチップスの発祥に関しては、「アメリカ合衆国ニューヨーク州サラトガ・スプリングズのレストラン Moon's Lake House のシェフ、ジョージ・クラムが1853年8月24日に発明した」という俗説が有名である。クラム説の内容は、概ね以下のようなものである。

ある日、クラムの客（一説によれば、アメリカ屈指の大富豪コーネリアス・ヴァンダービルトだという）が、フライドポテトが厚すぎると苦情を言って、何度も作り直しをさせた。うんざりしたクラムは、フォークで刺せないような薄切りにしてカリカリに揚げ、客を困らせてやろうと考えた。しかし、クラムの予想を裏切って、この客はこの料理を大変に喜んだ。この料理はすぐに「サラトガ・チップス（Saratoga Chips）」という名でレストランのメニューに登場し、たちまちニューイングランド地方では、ごく一般的なものになった。

しかし、上述の通り、ポテトチップスを最初に考案したのはクラムではないと考えられている。そもそもこの俗説の信憑性自体が極めて薄く、関連人物を調査したサラトガの歴史家は、クラム説はレストランジョークと実在の人物を合わせた作り話であると結論付けている。クラムの性格上、もしも彼がポテトチップスの発明者であれば本人はそれを吹聴していたはずだが、クラムの生前にこのような話は流れていなかったという指摘もある。

### 日本
1896年発行の『西洋料理法 （日用百科全書；第13編） 』（大橋又太郎編、博文館）に「フライドポテート」という名前でレシピが掲載されている。その調理法は、皮を剥いて紙のように薄く切りラードで狐色に揚げた後、網に並べて塩を振り乾かすというもので、子供が好む食品して紹介されている。
販売では、太平洋戦争終結後に帰国したハワイ移民の濱田音四郎が、昭和20年代にアメリカン・ポテトチップス社を設立。フラ印ポテトチップス発売したことが始まりとされている。当初は進駐軍にしか売れなかったが、食糧難の日本人にも次第に受け入れられた。1967年には湖池屋がポテトチップスの製造にオートフライヤーを導入し、日本初の量産化に成功した。これにより、それまで日本では袋詰めであってもポテトチップスはアメリカン・ポテトチップス社が駐留米軍のビヤホールや高級ホテル・一部高級スーパーに卸す高級なおつまみだったが、量産化とともに国民的なおやつとなっていった。

## 一般的な製法
ジャガイモをスライサー（薄切り器）で薄切りにし、冷水に10分ほど漬けた後、水分を手早くふき取る。高温の揚げ油で熱し、キツネ色になったら油の中から出し、熱いうちに塩やその他の香辛料など調味料で味付けする。
60gポテトチップス1袋に中サイズ（1個約100g）のじゃがいもが2～3個、85gポテトチップス1袋には中サイズのじゃがいもが3～4個使われており、2019年のデータによれば、日本国内で生産されるジャガイモの17.6%が、ポテトチップスへと加工されている。

## 成型ポテトチップス

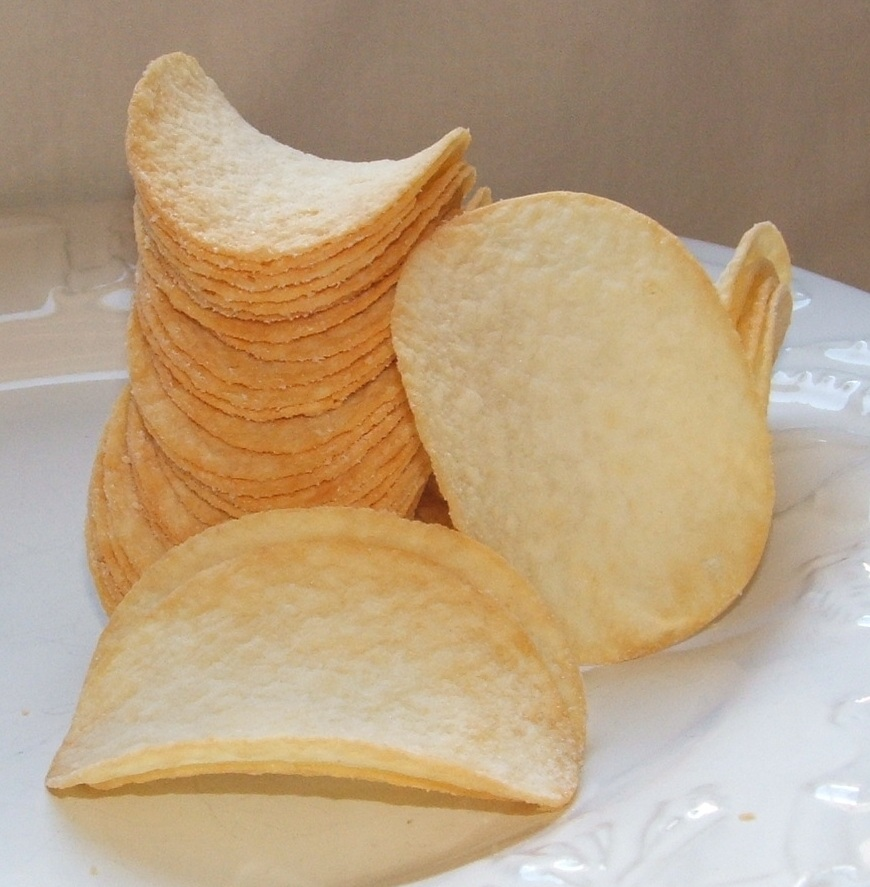
成型ポテトチップス

ジャガイモを低温で長期保存すると、グルコースなどの還元糖が増えることにより、揚げ色が悪くなることが多いため、原料の保存に依らない製法が模索されていた。やがて、ジャガイモをフレーク状に乾燥させて長期保存を可能にする技術が発明され、これを用いた生地に調味料などを混ぜ、成形して揚げたポテトチップスがプロクター・アンド・ギャンブル（P&G）社によって開発され、1967年に「Pringles Newfangled Potato Chips」という商品名で売り出した（翌年「プリングルズ」に改名）。
これは成型ポテトチップス（ファブリケーテッド・ポテトチップス）と呼ばれ、揚げた後の形状も統一出来るため、一枚一枚を隙間無しに一列密着で包装出来る利点がある。
日本では1976年にヤマザキナビスコ（現・ヤマザキビスケット）が「チップスター」を発売。1978年にハウス食品工業（現・ハウス食品）が「ハウスポテトチップス」、ヱスビー食品（通称・エスビー食品）が「スナックチップ」を発売。さらにヱスビーは1979年に一口サイズで箱入りの「5⁄8チップ（はちぶんのごチップ）」を発売した。
業界最大手のカルビーは、1998年にドイツの菓子メーカーLorenz Snack-Worldの「チップスレッテン」を発売（一年で撤退）、2016年に「ポテトチップスクリスプ」を発売した。
P&Gは税率の関係で「プリングルズ」は英国法においてはポテトチップスではないと主張している（詳細はプリングルズ#イギリスにおける法闘争を参照）。

## 揚げないポテトチップス
ジャガイモのスライスをオーブンなどで乾燥し焼き上げれば、揚げたポテトチップスと似た食感だが大幅に低カロリーなポテトチップスが作れる。日本においては、電子レンジで手軽に同様の調理が可能になる器具が市販されている。製菓会社でも油脂分を減らす試みは行われているが、湿気を吸いやすいことや食感・風味の問題などでノンオイルのポテトチップスを商品化するのは難しい。しかし、2010年代に入って、揚げたポテトチップスのような食感と味を持つノンフライポテトチップスが登場している。価格は高めだが低カロリーである。

## フレーバー
1950年代にアイルランドのTayto社（Tayto）が世界初のフレーバー付きポテトチップスを発売したと言われている。本場アメリカ合衆国では、規模や種類を拡大し現在では多種多様なフレーバーが販売されている。主なものとしてはプレーン（塩）、ガーリック、各種のBBQ（バーベキュー）、ランチ、サワークリーム＆オニオン、ケチャップ（ケチャップ・チップス）、シーソルト＆ビネガー、ハラペーニョ、リモン（レモンライム）、ディル・ピクルスなど数十種類以上に及ぶ。イギリスでは、Walkersなどの大手メーカーから、Ready Salted（ソルト）、Cheese & Onion（チーズとオニオン）、Salt & Vinegar（ソルトとヴィネガー） などが主に発売されている。
日本では、湖池屋がポテトチップスに合う味として「のり塩」を開発、1962年に「湖池屋ポテトチップス」を発売した。食文化が多様化した現代日本のポテトチップスにおいてもアメリカ同様に多様なフレーバーが開発されており、コンソメ風味、醤油味、のり（特に青のりを使った「のり塩」）、わさび、唐辛子味、鰹節味などと実に多くのバリエーションが発売されている。こうした変わりポテトチップスの開発に特に精力的なのが山芳製菓で、わさビーフ、濃厚ポタージュ味、濃厚コンソメ味、濃厚めんたい味、マヨビーフなど数十種ある。1975年からはカルビーや湖池屋などの大手メーカーも様々な工夫を行っている。地方企業による独自製品も多い。

## ジャガイモ以外のチップス
ジャガイモ以外の野菜や果物などを概ね同じ製法で加工するチップス（chips （米語）食べ物の薄切り）がある。日本内外でポピュラーなのは、バナナをスライス・乾燥させ揚げたバナナチップスである。ジャガイモに比べて歯ごたえが柔らかいため比較的厚くスライスされる。チップスに使われるバナナはデンプンが多い種類のため甘味は少ないが、ポテトチップスとは違い砂糖などでコーティングし甘味をつけるのが普通である。
日本ではサツマイモのチップスも生産されている。こちらは「スイートポテトチップス」と呼ばれる。製法は芋けんぴと類似している。ジャガイモのチップスに比べると固い。
その他、レンコン、カボチャ、リンゴ、日本以外ではタロイモやパンノキ、ドリアンなど様々な野菜チップス・果物のチップスが存在する。デンプンが少ない素材（例えばニンジンを用いたニンジンチップスやゴボウなど）は通常の乾燥方法ではクリスピーな食感が得られないため、フリーズドライにしてから揚げる場合がある。
また、魚肉・畜肉を薄く加工した料理を「チップス」と称することもある。

## ポテトチップスに関わるその他の話

### 激辛ポテトチップス
磯山商事が製造する「18禁カレーチップス」は、辛すぎるため、18歳未満は食べないよう、断り書きが入っている。
2024年7月16日に東京都大田区の東京都立六郷工科高等学校で、同商品を食べた生徒が唇や胃の痛みなどを訴えた。約30人が食べ、そのうち1年生の男子生徒1人と女子生徒13人が救急搬送された。この騒動の原因について医療ガバナンス研究所理事長で内科医の上昌広は、健康上の問題が起きるほどのカプサイシンが含まれていたわけではなく、「集団ヒステリー」（集団でのパニック発作）を指摘した。

### ポテトチップスが健康に悪影響を与えるという指摘
株式会社ダイヤモンド社はダイヤモンド・オンラインにおいて、糖質、終末糖化産物、発がん性物質が多く含まれるとして、ポテトチップスは健康に悪いものであると主張している。

## 日本のポテトチップス製造会社
日本の製造会社
- カルビー - 主に『カルビーポテトチップス』を展開する。
- 湖池屋 - 主に『コイケヤ ポテトチップス』『カラムーチョ』を展開する。
- ヤマザキビスケット - 主に『チップスター』等のブランドを展開する。
- ソシオ工房[34] - 主に『フラ印ポテトチップス』を展開する。
- 菊水堂[35] - 主に『キクスイドーのポテトチップス』を展開する。
- 福博食品[36] - 主に『ポテトハウスのポテト』を展開している。
- ハウス食品 - 主に『オーザック』を展開する。
- 山芳製菓 - 主に『わさビーフ』等のブランドを展開する。
- ローカルテイスト[37]
- 磯山商事[31]

海外の主な製造会社（日本法人も含める）
- 日本ケロッグ/森永製菓[注 3] - ポテトチップス風のポテトスナック菓子『プリングルズ（プリングルス）』を、日本において展開する。
- ジャパンフリトレー - カルビーグループ。